# Sphaerodromia lamellata
Sphaerodromia lamellata is een krabbensoort uit de familie van de Dromiidae. De wetenschappelijke naam van de soort is voor het eerst geldig gepubliceerd in 1994 door Crosnier.